# Валентінс Лобаньовс
Валентінс Лобаньовс (латис. Valentīns Lobaņovs, нар. 23 жовтня 1971, Рига) — латвійський футболіст, фланговий півзахисник, захисник.
Насамперед відомий виступами за клуб «Сконто», а також національну збірну Латвії.

## Клубна кар'єра
У дорослому футболі дебютував 1992 року виступами за команду клубу «Сконто», в якій провів чотири сезони, взявши участь у 76 матчах чемпіонату.
На контракті зі «Сконто» перебував загалом до 2005 року, в якому перейшов до «Вентспілс». За цей час встиг пограти на умовах оренди у складі «Металургса» (Лієпая), «Шинника», та запорізького «Металурга» (у 2002 та протягом 2003—2005 років.
Завершив професійну ігрову кар'єру у нижчоліговому клубі «Юрмала-VV», за команду якого виступав протягом 2006—2007 років.

## Виступи за збірну
У 1994 році дебютував в офіційних матчах у складі національної збірної Латвії. Протягом кар'єри у національній команді, яка тривала 12 років, провів у формі головної команди країни 57 матчів, забивши 1 гол.
У складі збірної був учасником чемпіонату Європи 2004 року у Португалії.

## Титули і досягнення
- Чемпіон Латвії (9):

«Сконто»: 1992, 1993, 1994, 1995, 1996, 1997, 1998, 1999, 2000
- Володар Кубка Латвії (5):

«Сконто»: 1992, 1995, 1998, 2000, 2001